# Gasleitung Algerien–Sardinien–Italien

Der geplante Verlauf der GALSI

Die Gasleitung Algerien–Sardinien–Italien (ital.: Gasdotto Algeria Sardegna Italia, kurz: GALSI) war eine geplante Erdgaspipeline durch das Mittelmeer, beginnend in Algerien über Sardinien zum italienischen Festland. Sie sollte die tiefliegendste Pipeline der Welt werden. Das Projekt wird derzeit nicht weiter verfolgt, die Website der Betreibergesellschaft wird seit 2011 nicht mehr aktualisiert.
Die Pipeline sollte 851 Kilometer lang werden, die sich aufteilen:
- 288 Kilometer unter Wasser von Algerien bis Sardinien
- 285 Kilometer für den Abschnitt auf der Insel Sardinien
- 278 Kilometer unter Wasser von Sardinien zur Toskana auf dem italienischen Festland.

Im Jahr 2007 war eine Fertigstellung für 2012 vorgesehen, die Arbeiten wurden jedoch eingestellt. Im Mai 2015 fand eine Pressekonferenz statt, auf der der algerische Ministerpräsident Abdelmalek Sellal sagte, sein Land sei „bereit, das Projekt neu zu starten“ und die italienische Firma Edison verlauten ließ, die Fertigstellung sei „für das Jahr 2018 vorgesehen“. Seitdem wurde nichts mehr über das Projekt berichtet.
2009 fand man 35 Kilometer südwestlich von Sardinien bei Vermessungsarbeiten der Pipeline in 1000 Metern Tiefe das im Ersten Weltkrieg versenkte französische Schlachtschiff Danton, das am 18. März 1917 von einem deutschen U-Boot torpediert worden war.